# Manitou, Oklahoma
Manitou är en ort i Tillman County i delstaten Oklahoma, USA.